# Kazimierz Seko
Kazimierz Seko (ur. 21 lutego 1917 w Hostowie koło Stanisławowa, zm. 28 czerwca 2006 w Katowicach) – polski fotografik, członek Okręgu Śląskiego ZPAF, pierwszy polski juror World Press Photo, działacz Armii Krajowej Obszaru Lwowa i Związku Harcerstwa Polskiego. W 2012 odznaczony pośmiertnie przez Instytut Instytut Pamięci Męczenników i Bohaterów Holokaustu Jad Waszem medalem Sprawiedliwy wśród Narodów Świata za uratowanie życia uciekinierowi z getta w Jaworowie – Szymonowi Haanowi.

## Działalność twórcza i organizatorska
Studia we Lwowie przerwał mu wybuch II wojny światowej, w wyniku której znalazł się na Śląsku, gdzie rozpoczął działalność fotoreporterską od współpracy z redakcją „Sportu”.
W latach 1948–1952 był cywilnym pracownikiem terenowym Wojskowej Agencji Fotograficznej, skąd przeszedł do Centralnej Agencji Fotograficznej RSW „Prasa” w Warszawie. W okresie pracy w CAF pełnił funkcje kierownika działu fotoreporterskiego tygodnika „Panorama”. Następnie zlecono mu organizacje terenowego oddziału CAF w Katowicach, gdzie pracował do przejścia na emeryturę w 1982 roku.
Plon jego pracy zawodowej to około ćwierć miliona negatywów wykonanych przede wszystkim na terenie Śląska. Wydarzenia polityczne, społeczne, sport i wypoczynek – wszystkie przejawy ówczesnego życia chwytane „na gorąco” powielone zostały w dziesiątkach i setkach tysięcy reprodukcji w gazetach, tygodnikach, wydawnictwach albumowych, jako ilustracje do książek – od podręczników szkolnych po Wielką encyklopedię powszechną. Wykorzystywano je również na pocztówkach i plakatach. Kazimierz Seko działał również jako specjalista fotografii w dziedzinie wystawiennictwa. Powierzono mu dobór zdjęć i wykonywanie powiększeń dla kilkudziesięciu wystaw krajowych i zagranicznych.
Kazimierz Seko był współzałożycielem i przewodniczącym Śląskiego Klubu Fotografii Prasowej Stowarzyszenia Dziennikarzy Polskich w Katowicach przez 7 kolejnych kadencji – do 1982 roku.

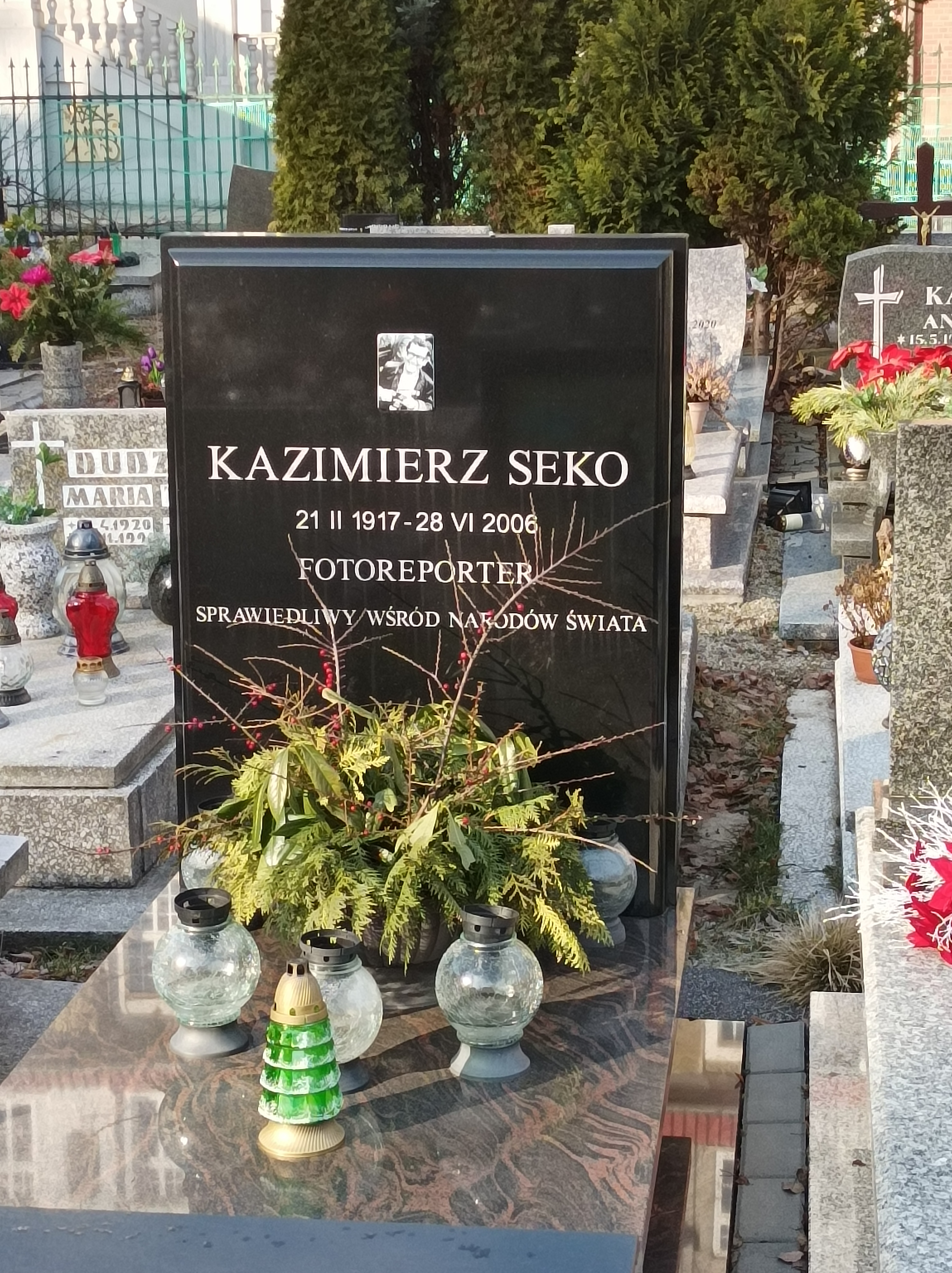
Grób Kazimierza Seko na cmentarzu przy ul. Francuskiej w Katowicach

## Nagrody i wyróżnienia
Jako fotoreporter zdobył wiele nagród i wyróżnień na krajowych i międzynarodowych wystawach fotografii prasowej, m.in.:
- 1962 – Dyplom Honorowy World Press Photo ’62 Haga
- 1963 – Dyplom Honorowy World Press Photo ’63 Haga
- 1966 – Dyplom Honorowy World Press Photo ’66 Haga
- 1966 – I Nagroda publiczności „Prasowe zdjęcie roku” Kraków
- 1978 – Medal i Dyplom Międzynarodowej Federacji Obelisk Photokina ’78; Złoty Medal FIAP w Kolonii
- 1980 – Złoty Medal IX Międzynarodowego Salonu Fotografii Artystycznej w Katowicach – „Człowiek i jego pasje”

Jako juror uczestniczył w krajowych i międzynarodowych konkursach fotografii, m.in. jako pierwszy Polak był jurorem World Press Photo (w roku 1974 w Amsterdamie).